# Garłów
Garłów est une localité polonaise de la gmina et du powiat de Rawa Mazowiecka en voïvodie de Łódź.
En 2021, la localité compte 82 habitants.